# Gryllica picta
Gryllica picta là một loài bọ cánh cứng trong họ Cerambycidae.